# Mauricio Sotelo
Mauricio Sotelo (Madrid, 2 oktober 1961) is een Spaans componist, muziekpedagoog en dirigent. Zijn basisinstrument is niet zoals in vele gevallen de piano of viool, maar de gitaar. Sotelo kreeg zijn muzikale opleiding aan diverse instellingen op dat gebied in Europa. Hij startte aan het Conservatorium van Madrid. Vervolgens begon zijn opleiding aan de Universität für Musik und darstellende Kunst Wien bij Francis Burt en studeerde daar in 1987 cumlaude af. Naast deze studie studeerde Sotelo elektroakoestische muziek bij Dieter Kauffman en dirigeren bij Karl Österreicher. Tot slot ging hij in de leer bij Luigi Nono in Italië.
Zijn composities hebben een hele reeks aan prijzen gewonnen en zijn werken werden overal uitgevoerd, ook bijvoorbeeld in Amsterdam en Rotterdam door de Nederlandse Opera. Als dirigent trad Sotelo op in diezelfde staten, maar ook bijvoorbeeld in Antwerpen. Zijn muziek is beïnvloed door zijn jeugd toen hij naar typische Spaanse gitaar muziek als flamenco ook luisterde naar Jimi Hendrix, jazz-gitaristen en canto honda.

## Oeuvre

### Opera / theater
- Bruno (1994-2009)
- De Amore (1996-1999)
- El Loco (ballet)(2004)
- Dulcinea (kameropera voor kinderen)(2006)
- Muerte sin fin (2008)

### Orkest
- El fuego, el mar (piano /orkest)(1994)
- De l’infinito, universo e mundi (1996-1999)
- Frammenti de l’infinito (1998)
- Cena de las cenizas (1999-2000)
- Si después de morir…In memoriam José Ángel Valente (2000)
- Tanquam centrum circuli (2006)
- Muros de dolor III (2006)
- Como llora el viento (2007)
- El rayo de tiniebla (2000)
- Arde el alba (2008-09)

### Ensemble
- …atmend… (1989)
- Quando il cielo si oscura (1989)
- Flötentöne (1991)
- L'Allegria I (1992)
- L'Allegria II (1993)
- De Imaginum , signorum et idearum compositione I (1994)
- De Imaginum, signorum et idearum compositione II (in voorbereiding)
- Canta la luz herida por el hielo (1998)
- Interludien zu Lorcas “Canciones populares” (1998)
- Appassionato – en un silencio ardiente (2002)
- Chalan (2003)
- Cuaderno de danzas (2004)
- Wall of light red – für Beat Furrer (2003–2004)
- Wall of light sky (2005–2006)
- Wall of light black - for Sean Scully (2005–2006)
- Night (2007)

### Kamermuziek
- Trio Basso – a R. H. R (1988-89)
- Nel suono indicibile – a Luigi Nono (1989-90)
- Chez soi sans soi (1991)
- Memoriae ; Escritura interna sobre un espacio poético de José Ángel Valente (1994)
- De Magia (1995)
- Peces del aire (1999)
- Cábala del Caballo (2000)
- Como el oscuro pez del fondo (2001)
- Degli Eroici Furori (2002) (Strijkkwartet nr. 1)
- Artemis (2003–2004)(Strijkkwartet nr. 2)
- TISRA (2006)(pianotrio)
- la mémoire incendiée : la guitare (2007–2008)(Strijkkwartet nr. 3)

### Soloinstrumenten
- Su un oceano di scampanellii (1994-95)(piano)
- De Amore (1995)(cello)
- Animales celestes (1996)(voor een tot vier celli)
- Trama, il flauto di Marsia (1996)(dwarsfluit)
- Argo (Argos) (1997) (saxofoon)
- Spaccio della bestia (1997-98 rev. 2004 )(contrabas)
- Del aura al suspirar (1998) (basfluit en tape)
- De vinculis: ge-BURT (2001)(viool)
- De vinculis: Gong (2001) a Nuria Schönberg Nono(slagwerk)
- Estremecido por el viento (2001)(viool)
- Muros de dolor I (2005)(saxofoon)
- Muros de dolor II (2006)(dwarsfluit)
- Green aurora dancing over the night side of the Earth (2006)(piano)
- Como llora el agua (2008)(gitaar) (ook versies voor gitaar en kamerorkest en gitaar en orkest)
- A Roberto (2009) (dwarsfluit)

### Vokaal
- IX+, de substantiis separatis (1990)
- Due voci, …come un soffio dall'estrema lontananza (1990-91)
- Non gridate piú (1990-9 )
- Tenebrae Responsoria (1992-93)
- Expulsión de la Bestia Triunfante (1995)
- Nadie (1995-97)
- Ángel de la Tierra ( 1997 )
- Epitafio (1997)
- In pace (1997)
- Lectura del Libro de Job (1998)
- Cantes Antiguos (2003)
- Audéeis (2004)
- Sonetos del amor oscuro. Cripta sonora para Luigi Nono (2005)

### Elektronische muziek
- Musik für “Rinconete y Cortadillo” (2002) (ballet door geluidsdragers)
- Musik für “Camino al Andar” (2003)(fillmuziek)